# Helges Mörchen-Lied
Helges Mörchen-Lied ist ein 2002 erschienener Song des Mülheimer Künstlers Helge Schneider.

## Entstehung und Veröffentlichung
Das Stück wurde von Schneider geschrieben, erschien zunächst als Single und im folgenden Jahr auch auf dem Album Out of Kaktus. Das Lied setzt sich mit dem Konsum von Marihuana auseinander. Als Ersatz wird empfohlen, eingelegtes Karottengemüse aus dem Einmachglas zu sich zu nehmen. Das Lied ist in Dur geschrieben und neben Katzeklo, Fitze Fitze Fatze und Wurstfachverkäuferin eines von Schneiders bekanntesten Liedern.

## Chartplatzierungen
Das Lied war vom 20. Januar 2003 bis zum 27. April 2003 und damit 14 Wochen in den deutschen Singlecharts platziert. Die höchste Position erreichte das Stück in der siebten und achten Woche mit Platz 21.
| ChartsChartplatzierungen | Höchstplatzierung | Wochen |
| ------------------------ | ----------------- | ------ |
| Deutschland (GfK)        | 21 (14 Wo.)       | 14     |